# 二战期间日本入侵澳大利亚的计划
1942年初，日本帝国海军提出入侵澳大利亚。

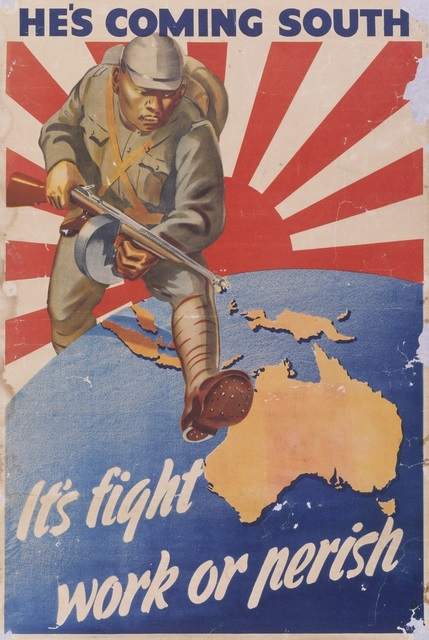
1942年澳大利亚的一张宣传日本侵略威胁的宣传画。该宣传画被指过于渲染侵略威胁，由昆士兰州政府发行并废除。

1942年2月新加坡在新加坡戰役后沦陷，澳大利亚政府、军队和民众普遍对日本的入侵感到迫在眉睫。已在南方作戰中攻下东南亚多地的日本当时有足够的军事入侵实力，而澳大利亚缺乏足够的防御能力。虽然日本并无实际的入侵计划，但是澳大利亚对日本入侵的担忧导致其进一步靠近美国以获取保护。
同时，在东京，出于对澳大利亚地理条件和盟军防御的考虑，海军的这一提议被大日本帝國陸軍和首相东条英机否定。日本军队决定采取通过南太平洋孤立澳大利亚的方案，这一方案由于1942年5月的珊瑚海海战和6月的中途岛海战宣告破产，这之后日军在澳大利亚及附近地区的行动都是为了减缓盟军的前进速度。